# Жуари
Жуари Жорже дос Сантос Фильо (порт.-браз. Juary Jorge dos Santos Filho) или просто Жуари (род. 16 июня 1959 года в Сан-Жуан-ди-Мерити, Рио-де-Жанейро) — бразильский футболист, выступавший на позиции нападающего. После завершения карьеры игрока стал тренером, его последним клубом был «Сестри-Леванте».

## Игровая карьера

### Клубная карьера
Жуари начал свою карьеру в «Сантосе», 18-летний форвард помог клубу выиграть Лигу Паулиста 1978. Свой первый опыт игры за рубежом он получил в следующем году с мексиканским «Эстудиантес Текос».
В 1980 году Жуари переехал в Италию, где провёл пять сезонов. В основном он представлял малоизвестные клубы («Авеллино», «Асколи» и «Кремонезе»), хотя в 1982/83 сезоне он играл за гранд, «Интернационале», забив два гола в Серии А.
Летом 1985 года Жуари перешёл в португальский «Порту», где был в тени Фернанду Гомеша. 6 ноября 1985 года сделал хет-трик в ворота «Барселоны» в матче Кубка чемпионов. В «Порту» был лучший момент в его карьере, когда 27 мая 1987 года он вышел на замену и забил решающий мяч в ворота «Баварии» в финале Кубка чемпионов УЕФА 1986/87. Голевую передачу отдал Рабах Маджер, который перед этим сравнял счёт.
Однако в следующем сезоне Жуари покинул «Порту», вернувшись на родину, его новым клубом стала «Португеза Деспортос». На следующий год он вернулся в «Сантос», но не смог вернуть себе прежнюю форму. Наконец в 1992 году он завершил карьеру с «Витория Эспириту-Санту».

### Международная карьера
Жуари сыграл два матча за сборную Бразилии в 1979 году (в возрасте 20 лет). Его дебют состоялся 26 июля в матче против Боливии в рамках Кубка Америки 1979, Бразилия проиграла со счётом 1:2. 2 августа на том же турнире он сыграл с Аргентиной, его команда одержала победу со счётом 2:1. В итоге Бразилия завоевала бронзу.

## Тренерская карьера
В августе 2007 года Жуари вернулся в Италию, его нанял «Наполи» на должность тренера молодёжного состава. В следующем году он занимал ту же должность в своём бывшем клубе, «Порту».
В феврале 2009 года Жуари был назначен главным тренером любительского клуба «Банзи», но покинул команду всего после двух игр (обе проиграны), сославшись на личные причины, которые требуют его присутствия в Бразилии.
В январе 2010 года Жуари подписал контракт на должность тренера клуба Второго дивизиона, «Аверса Норманна», заменив Раффаэле Серхио.